# Mímis Pléssas
Dimítrios « Mímis » Pléssas (en grec moderne : Δημήτριος «Μίμης» Πλέσσας), né le 12 octobre 1924 à Athènes où il meurt le 5 octobre 2024, est un compositeur grec. On lui doit plus d'une centaine de musiques de film.

## Biographie
Né à Athènes, il fit des études scientifiques à l'université nationale et capodistrienne d'Athènes puis aux États-Unis. Très tôt, il avait joué du piano pour la radio grecque. L'université du Minnesota lui décerna un prix dès 1952.
Il composa pour la radio, le cinéma et la télévision. Il composa aussi pour la musique populaire (comme pour la chanteuse Vicky Leandros).

## Œuvres

### Musiques de film
- 1960 : Mia tou Kléphti...
- 1960 : Blanche-Neige et les Sept Vieux Garçons
- 1960 : Crime dans les coulisses
- 1961 : Cauchemar
- 1962 : Certains l'aiment froid
- 1964 : Mademoiselle le directeur
- 1964 : Ça brûle
- 1964 : La Flambeuse
- 1965 : L'Île d'Aphrodite
- 1965 : Terre sanglante
- 1965 : Des filles à croquer
- 1966 : Stefania
- 1967 : Les balles ne reviennent pas
- 1967 : Fièvre sur le bitume
- 1967 : Les Perles grecques
- 1968 : Sirènes et mauvais garçons
- 1969 : La Fille n°17
- 1971 : Qu'as-tu fait à la guerre, Thanassis ?
- 1973 : Marie du silence
- 1980 : Vengos, le kamikaze fou

## Récompenses
- Festival du cinéma grec 1967 (Thessalonique) : meilleure musique pour Les balles ne reviennent pas